# 中通島
中通島（なかどおりじま）は、長崎県の西に浮かぶ五島列島を構成する島の一つである。全島が長崎県南松浦郡新上五島町に属する。

## 地理
面積は約168.34km2で、五島列島の主要な島の中で最も東に位置し、福江島に次いで2番目に大きな島である。日本の島では利尻島よりやや小さく、19番目に大きい。2010年国勢調査時点での人口は20,167人。
島は東西約18km、南北約39kmで、南北に細長い。最高峰は北部に細長く突き出た魚目地区の半島部にある番岳（標高442m）で、平野部は少なく、ほとんどの地域で急峻な傾斜地が海岸まで迫る。周囲278kmに及ぶリアス式海岸の複雑な海岸線をもち、高さ100m以上の険しい海食崖から遠浅の砂浜、砂泥干潟まで変化に富む。地質は第三紀層の砂岩などからなる「五島層群」を基盤とし、凝灰岩、熱変成岩、安山岩などから構成されている。
気候は対馬暖流の影響が強く、一年を通じて温暖である。植生は照葉樹林で、ヤブツバキ、シイ類、カシ類などが自生する。海岸ではアコウ、ハマゴウ、ツルナなど海浜植物も見られる。一方、動物では内湾性の希少種カブトガニの記録もある。
南西の若松島とは若松大橋で結ばれ、東の頭ヶ島とは頭ヶ島大橋で結ばれている。若松島との間の海峡「若松瀬戸」には、桐ノ小島などの島々が点在する。

## 名所・観光
- 津和崎灯台 - 北に小値賀・宇久の島嶼群（平戸諸島）を望める
- 赤岳（あかだき）断崖 - 1978年（昭和53年）に長崎県指定天然記念物
- 蛤浜海水浴場
- 高井旅海水浴場
- 奈良尾神社 - 境内のアコウは樹齢約650年で、1961年（昭和36年）に国の天然記念物に指定[7]
- 米山展望台
- 五島うどん[8]

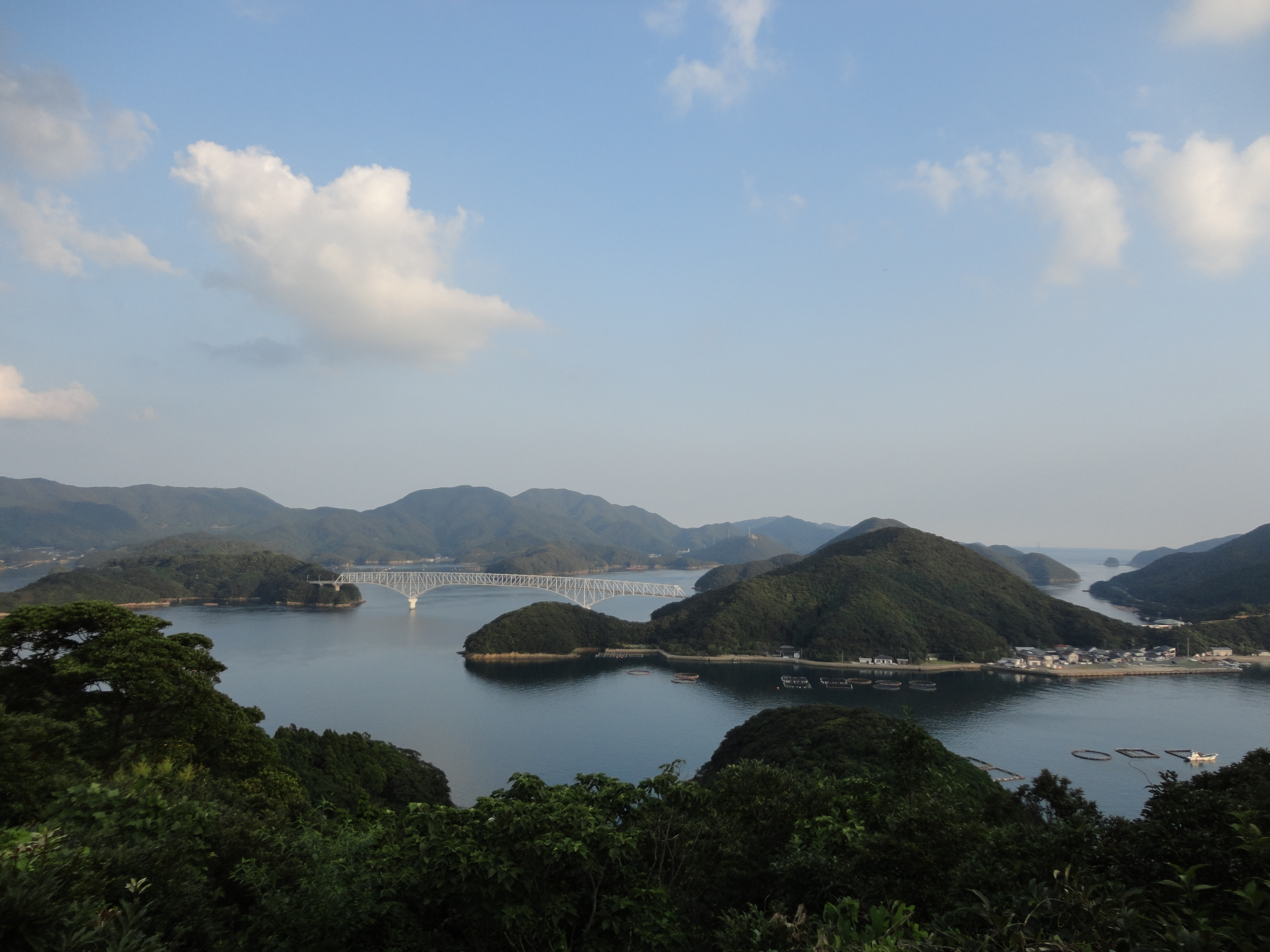
若松大橋周辺の小高い山が連なる陸地部分と複雑に入り組んだ海岸
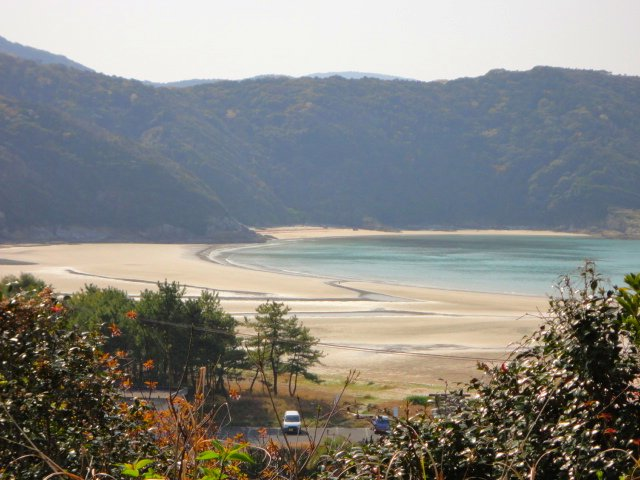
蛤浜海水浴場。東西約500mにわたる遠浅の砂浜
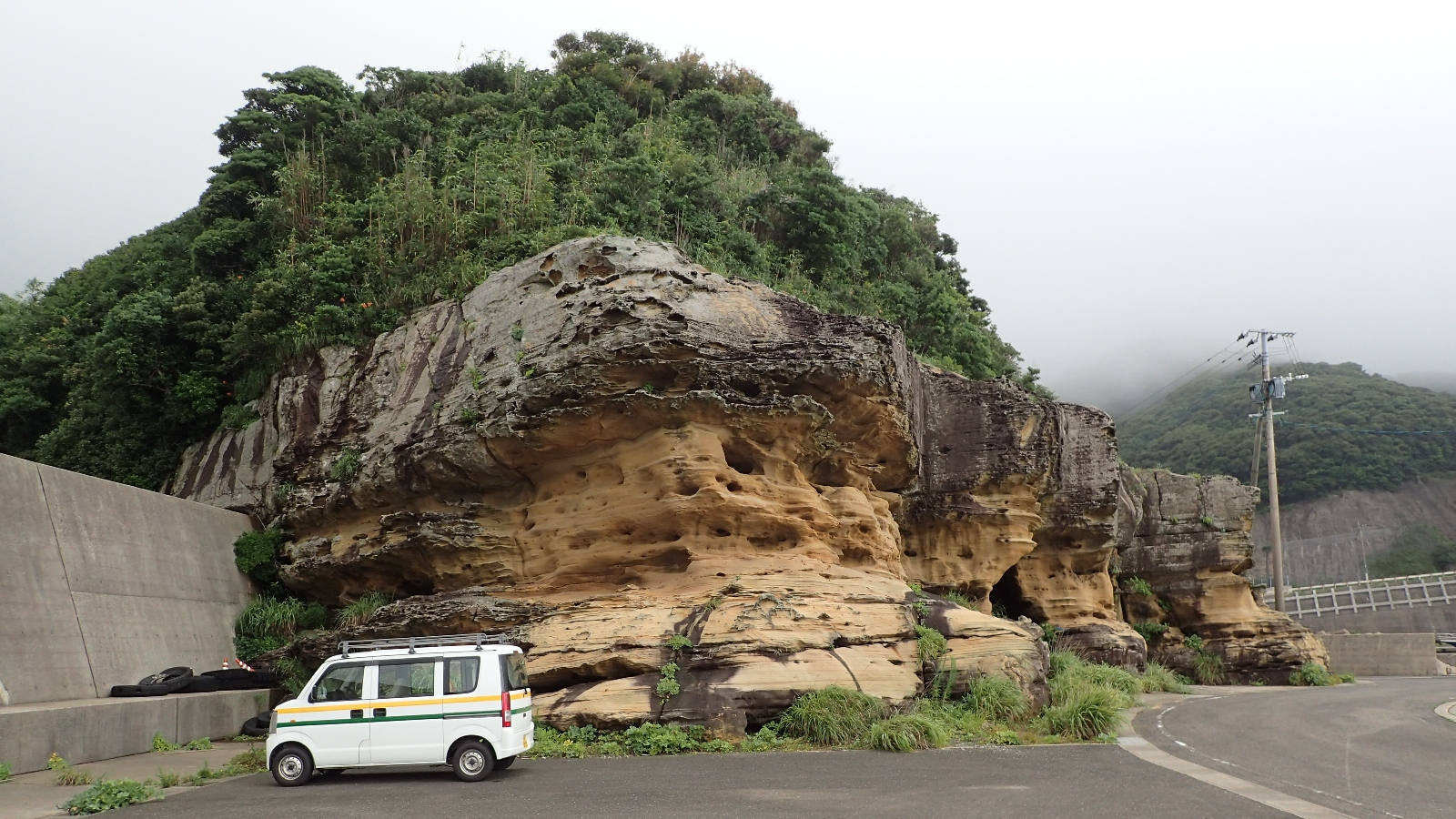
友住港内の五島層群（砂岩）の露頭
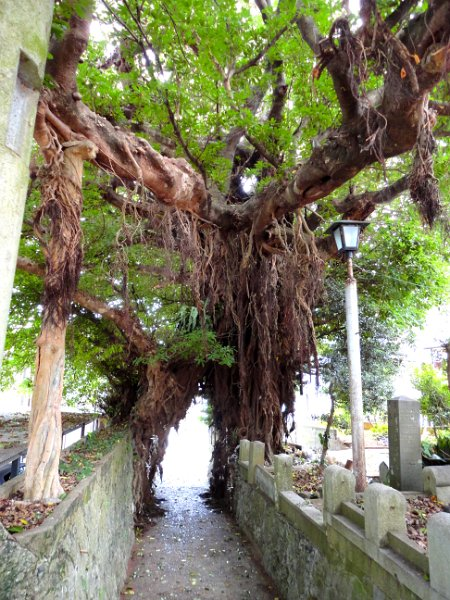
奈良尾のアコウ

## 交通
島外からアクセスできるルートは航路のみであり、日本国内で本土よりアクセスできる経路が航路のみとなっている島の中では佐渡島に次ぐ2番目の面積の島である（北方領土を除く）。
長崎港（長崎市）・佐世保港（長崎県佐世保市）・福江港（五島市）および博多港（福岡県福岡市）からの航路がある。
- 長崎 - 奈良尾（フェリー・ジェットフォイル）（九州商船）（福江島経由の便もあり）
- 長崎 - 鯛ノ浦（高速船）（五島産業汽船）
- 佐世保 - 有川（フェリー・高速船）（九州商船・美咲海送）
- 佐世保 - 友住（フェリー）（崎戸商船）（崎戸、江島、平島経由）
- 福江 - 郷ノ首 - 若松（フェリー）（五島旅客船）（奈留島、若松島土井ノ浦経由）
- 博多 - 青方 - 福江（フェリー）（野母商船）（宇久島、小値賀島経由）

かつては長崎空港、福岡空港から上五島空港（東隣の頭ヶ島）への航空路もあったが、現在は運休中である。
島内では西肥自動車の路線バスが運行している。

## カトリック教会
五島列島の他の島と同様に、江戸期に西彼杵半島の外海地区（現・長崎市）からキリスト教（カトリック）の信徒が迫害を逃れて移住してきた歴史があり、島内には29箇所のカトリック教会が点在する。集落によっては住民のほぼ全員が信者である。また、入り組んだ中通島の形は「十字架」に例えられることもある。

### 主な教会
- 米山（こめやま）教会
- 仲知（ちゅうち）教会
- 赤波江（あかばえ）教会
- 江袋教会（長崎県指定有形文化財） - 1882年建立、実際に使用されている木造教会としては国内最古の教会だったが、2007年に漏電による火災で焼損。2010年3月に復元工事が完了した。[9]
- 小瀬良（こぜら）教会
- 大水教会
- 曽根教会
- 若松大浦教会
- 青砂ヶ浦教会（国の重要文化財）
- 冷水（ひやみず）教会
- 丸尾教会
- 青方教会
- 大曽教会（長崎県指定有形文化財）
- 鯛ノ浦教会
- 跡次（あとつぎ）教会
- 猪ノ浦（いのうら）教会
- 焼崎（やけざき）教会
- 真手浦（まてのうら）教会
- 佐野原教会
- 船隠（ふなかくし）教会
- 浜串教会
- 中ノ浦教会
- 桐教会
- 高井旅（たかいたび）教会
- 福見教会

## ゆかりの人物
- 五ツ潟吉衛 - 力士[10]
- 五ツ嶋奈良男 - 力士[10]
- 佐田の山晋松 - 力士[10]
- 永尾亜子 - アナウンサー（フジテレビジョン所属）[11]
- 長濱ねる - 俳優・タレント・元アイドル[12]
- 本島等 - 政治家[13]